# دل ایران‌شهر
دل ایران‌شهر یا آسورستان (به پارسی میانه: 𐭠𐭮𐭥𐭥𐭮𐭲𐭭 Asōristān یا Āsūristān) نام استانی بود که در محل سرزمین‌های پیشین، آشور و بابل قرار داشت. تیسفون پایتخت ساسانی در این استان واقع شده بود و ساسانیان به سبب شکست دادن اشکانیان، کنترل آن را از سال ۲۲۶ در دست داشتند، تا این که با حمله اعراب به ایران این قلمرو را در سال ۶۳۷ میلادی از دست دادند.

## نام
نام پارتی آسورستان (𐭀𐭎𐭅𐭓𐭎𐭕𐭍؛ Asōristān) در کتیبه شاپور یکم بر کعبه زرتشت و کتیبه نرسی در پایکولی  مشاهده می‌شود. بر این اساس صفت آسوریگ (āsōrīg) در پارسی میانه به معنای آشوری است. این منطقه با چندین نام دیگر نیز شناخته می‌شد که بیشتر مربوط به ساکنان آشوری آن بود: نام‌هایی چون، آشور، آشورا بِت نهرن (سریانی کلاسیک: ܒܝܬ ܢܗܪܝܢ) بابِل، بابیل، اِرِخ و عراق. سپس از اواسط قرن ششم میلادی نام پارسی خاوران نیز به نامهای پیشین افزوده شد.

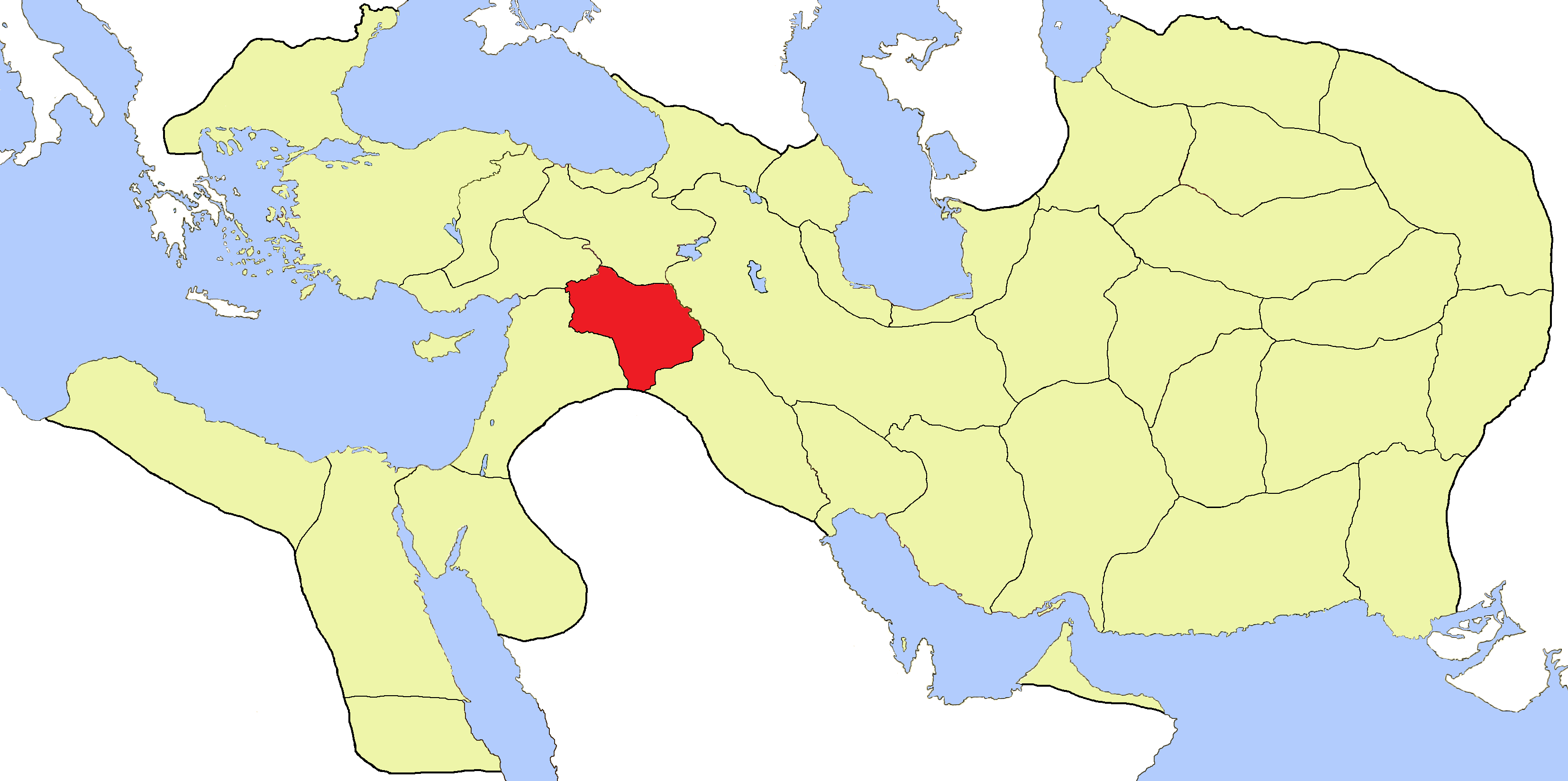
جایگاه ساتراپی آشورا در قلمرو هخامنشی

نام آسورستان (Asōristān)، ترکیبی از واژه آسور (Asōr) و پسوند ایرانی ـستان (-istan) به معنای سرزمین است. نام منطقه باستاتی بابل و آشور توسط اشکانیان به آسورستان تغییر یافت و این نام در دوران ساسانی نیز باقی ماند. در دوران اشکانی، بیشتر مناطق سرزمین تاریخی آشور (آشورا)، در شمال استان آسورستان مدنظر ما، یعنی بت نوحدرا، بت گرمای، آدیابن، اسروئن و آسور مستقل از این استان بودند، تا زمانی که ساسانیان آن‌ها را فتح کردند و در اواسط سده سوم میلادی این سرزمین‌ها دوباره در استان آسورستان ادغام شدند.

## تاریخ
در زمان شاهنشاهی هخامنشی (۵۵۰ تا ۳۳۰ پ.م.) و اشکانی (۱۵۰ پ.م. تا ۲۲۵ م)، سرزمین آشور با نام پارسی باستان آشورا شناخته می‌شد. آسورستان، استان پایتخت ساسانی بود و در پارسی میانه آن را با نام دل ایرانشهر به معنای «قلب ایران» صدا می‌زدند. شهر تیسفون پایتخت دو شاهنشاهی اشکانی و ساسانی و مدتی نیز بزرگ‌ترین شهر شناخته شده جهان آن روزگار بود. زبان اصلی مردم آشوری ساکن این منطقه، آرامی شرقی بود و این زبان هنوز در میان آشوری‌ها باقی مانده و زبان سریانی نیز به زبان رسمی مسیحیت سریانی تبدیل شده است. بعدتر کلیسای آشوری مشرق نیز در آسورستان تأسیس شد و این کلیسا از مراکز مهم کلیسای ارتدکس سریانی بود. استان آسورستان تا حد زیادی با منطقه بین‌النهرین باستان یکسان است و هم‌پوشانی دارد. مرز شمالی آن تا حدودی نامشخص است، اما احتمالاً در امتداد خطی از آنتا قرار گرفته است و به تکریت ختم می‌شود. حیره احتمالاً جنوبی‌ترین نقطه آن، و در شمال شبه‌جزیره عربستان قرار داشته است، مکانی که در آن زمان قسمت شمالی باتلاق‌های واسط بحساب می‌آمد.

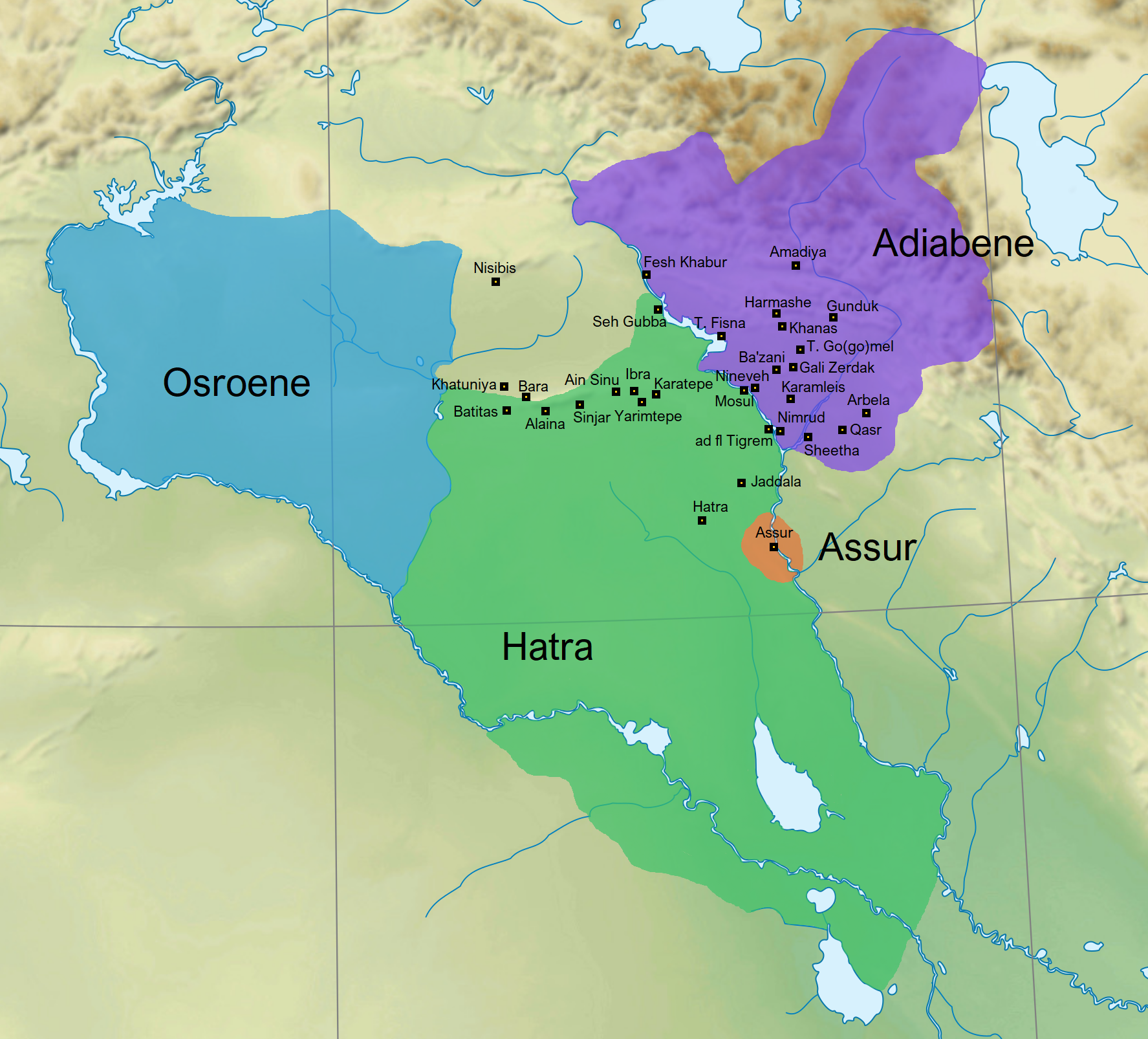
مرزهای تقریبی پادشاهی‌های نیمه خودمختار و نیمه‌خودگردان بین‌النهرین شمالی، اسروئن، آدیابن و هترا، و دولت‌شهر نیمه خودمختار آشور، در سال ۲۰۰ میلادی. اوسروئن تابع امپراتوری روم بود، در حالی که بقیه دست‌نشاندگان اشکانیان بودند. همچنین بر روی نقشه مکان‌ها و شهرهای مهمی در قلب امپراتوری آشور پیشین که در این زمان اشغال شده‌اند، مشخص شده است.

اشکانیان گاهی بر این مناطق سلطه ضعیفی داشتند و به تعدادی از پادشاهی‌های آشوری اجازه می‌دادند که در بین‌النهرین علیا و تحت نام مناطقی چون اسروئن، آدیابن، بت نوحدرا، بت گرمای و ایالت تا مرزی آشوری هترا مستقل باشند. آشورشناسانی مانند ژرژ روکس و سیمو پارپولا معتقدند که آسور باستان ممکن است در این زمان مستقل بوده باشند.
شاهنشاهی ساسانی، آشور و بین‌النهرین را در سال ۲۲۰ میلادی فتح کرد و تا سال ۲۶۰ میلادی این شهرها و پادشاهی‌های مستقل آشوری را تصرف کرد. شهر ۳۰۰۰ ساله آشور در سال ۲۵۶ میلادی غارت شد. به نظر می‌رسد که برخی از مناطق تا اواخر قرن چهارم میلادی تا حدودی خودمختار باقی مانده‌اند، و پادشاه آشوری به نام سن‌هریو در دهه ۳۷۰ میلادی بر بخشی از آشور حکومت می‌کرد.

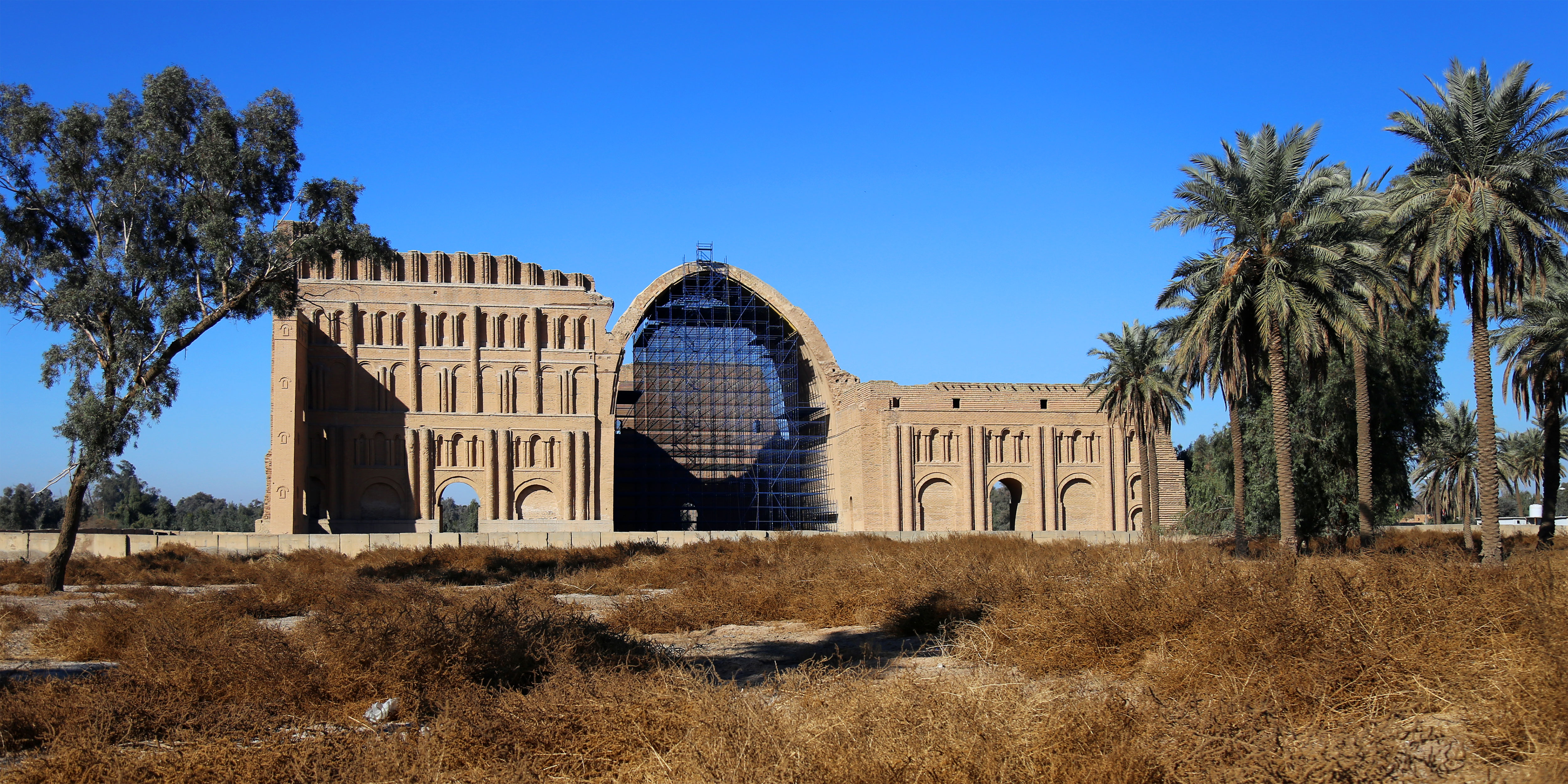
خرابه‌های طاق کسری در مدائن

در بین سال‌های ۶۳۳ و ۶۳۸ میلادی، این منطقه توسط اعراب در جریان حمله اعراب به ایران مورد تهاجم قرار گرفت. سپس این استان به‌همراه استان میشان به استان العراق تبدیل شد. آسورستان در سال ۶۳۹ میلادی منحل شد و این اتفاق به بیش از ۳۰۰۰ سال موجودیت آشور به عنوان یک ژئوپلیتیک پایان داد، اگرچه که این استان همچنان به‌عنوان یک استان کلیسایی در درون مسیحیت سریانی باقی ماند. یک قرن بعد، این منطقه به مدت پانصد سال، از قرن هشتم تا سیزدهم میلادی، به مرکز خلافت عباسی و پایتخت دوران طلایی اسلام تبدیل شد.
پس از فتح مسلمانان، آسورستان شاهد هجوم تدریجی اما گسترده مردم مسلمان بود. ابتدا اعراب به منطقه جنوب این سرزمین وارد شدند، سپس کردها و ترک‌ها نیز از اواسط تا اواخر قرون وسطی به این سرزمین کوچ کردند.

## جمعیت
جمعیت آسورستان مختلط بود، آشوری‌ها در نیمه شمالی زندگی می‌کردند در حالی که برادران آن‌ها که قبلاً بابلی نامیده می‌شدند در جنوب زندگی می‌کردند (البته آشوری‌ها و بابلی‌ها که گاهی آشوری-بابلی نیز نامیده می‌شوند اساساً از نظر زبان‌شناسی فرهنگی و تاریخی یک مردم هستند. از این رو اشکانیان و ساسانیان آن‌ها را در مجموع آشوری می‌نامیدند) نبطی‌ها و آرامی‌ها در صحراهای دوردست جنوب غربی ساکن بودند و گروه‌های کوچکی از پارس‌ها، مندائی‌ها، ارمنی‌ها و یهودی‌ها در سراسر بین‌النهرین زندگی می‌کردند. عناصر یونانی در شهرهای جنوبی، هنوز هم در دوره اشکانی قوی بود، اما در دوره ساسانی جذب آشوری‌ها شدند.
همان‌طور که از نام استان پیداست اکثریت مردم آن آشوری بودند. آشوری‌ها از نوادگان بین‌النهرینی‌های باستان بودند، که به زبان اکدی صحبت می‌کردند. این زبان بر لهجه‌های آرامی شرقی که هنوز هم باقی مانده‌اند، تأثیر گذاشته. این استان به عنوان انبار غله کشور بود و بیشتر مردم این ناحیه به کشاورزی مشغول یا به عنوان سرباز، تاجر و بازرگان مشغول بودند. پارس‌ها در نقاط مختلف استان زندگی می‌کردند. سربازان پادگان ایرانی در حاشیه بیرونی آسورستان جنوبی و غربی زندگی می‌کردند. خانواده‌های نجیب‌زادگان ایرانی در شهرهای بزرگ زندگی می‌کردند، در حالی که برخی از دهقانان پارسی در روستاهای قسمت جنوبی ساکن بودند. آشوری‌ها نقش بسیار فعالی در استان داشتند و در طبقه اداری جامعه به عنوان افسران ارتش، کارمندان دولت و اربابان فئودال یافت می‌شدند.

## زبان
حداقل سه گویش آرامی میانه شرقی در استفاده گفتاری و عبادی وجود داشت:
- سریانی کلاسیک عمدتاً در شمال و در میان مسیحیان سریانی (آشوری‌ها/کلدانی‌ها/سریانی‌ها)

- مندایی کلاسیک در شمال و سپس جنوب و در میان مندائی‌ها

- لهجه‌ای در منطقه مرکزی و در میان یهودی‌ها که به آرامی یهودی بابلی معروف است.

علاوه بر این، مردمان بومی بین‌النهرین به گویش‌های محاوره‌ای غیر مکتوب آرامی میانه شرقی صحبت می‌کردند که از آرامی سلطنتی نشئات گرفته بود. این زبان توسط تیگلات پیلسر سوم به‌عنوان زبان میانجی در آشور باستان و امپراتوری آشوری نو در قرن هشتم پیش از میلاد معرفی شد. این گویش‌های آرامی هنوز در اشکال امروزی خود تا به امروز در میان آشوری‌ها باقی مانده‌اند، با تخمین‌هایی از ۵۷۷۰۰۰ تا ۱۰۰۰۰۰۰ گویشور مسلط و تعداد بسیار کمی نیز از گویشوران زبان مندائی نو هنوز موجود است.
جدای از متون مذهبی این ادیان که امروزه وجود دارد، نمونه‌های باستان‌شناسی هر سه این لهجه‌ها را می‌توان در مجموعه‌ای از هزاران کاسه طلسم آرامی - مصنوعات سرامیکی مربوط به این دوران - که در عراق، شمال شرقی سوریه و جنوب شرقی ترکیه کشف شد، یافت. در حالی که خط آرامی یهودی (کتو آشوری) شکل اصلی «مربع» یا «بلوک» الفبای آرامی را که در آرامی سلطنتی استفاده می‌شد حفظ کرد، الفبای سریانی و الفبای مندایی زمانی که سبک‌های شکسته آرامی شروع به پیدایش کردند توسعه یافتند. خط مندایی خود از خط اشکانی نشأت گرفته است.

## دین
جمعیت‌شناسی مذهبی بین‌النهرین در دوران باستان پسین بسیار متنوع بود. از قرون اول و دوم میلادی مسیحیت سریانی دین اصلی این منطقه شد، در حالی که گروه‌های دیگر نظیر مندائی، یهودیت، مانوی، زرتشتی و آیین باستانی آشوری - بابلی بین‌النهرین نیز حضور داشتند. مسیحیان آشوری کلیسای ارتدکس سریانی و کلیسای آشوری شرق احتمالاً پرشمارترین گروه در استان بودند.

### دین میانرودان
مذهب قدیم بین‌النهرینی بومیان آشوری و بابلی در جاهایی، به ویژه در شمال و در دشت آشور قوی باقی ماند. معابد ایزدهایی چون آشور، شمش، ایشتار، سین، اداد / حداد، تموز، نرگال، بل و نینورتا در آشور، آربلا، ادسا، آمد، نوحدرا، کرکوک، سنجار، دشت‌های نینوا و در طول حران وجود داشتند. در سده‌های سوم و چهارم میلادی، و حتی تا سده دهم میلادی آثاری از آن در نقاط دورافتاده آشور باقی مانده است.

### مسیحیت
آسورستان و به‌ویژه آشور، مراکز کلیسای شرق بودند (اکنون به کلیسای آشوری شرق، کلیسای باستانی شرق و کلیسای کاتولیک کلدانی تقسیم شده‌اند) که در آن زمان بسیار فراتر از محدودیت‌های کلیسای شرق فعلی بود. در دوران شاهنشاهی ساسانی این کلیسا گسترده‌ترین کلیسای مسیحی در جهان بود و دامنه دینی آن به آسیای مرکزی، چین، مغولستان تبت و هند و همچنین دریای اژه می‌رسید. کلیسای شرق، توماس رسول (مار توما) و تادئوس مقدس (مار آدای) را بنیانگذاران خود می‌داند و از نسخه سریانی آرامی شرقی برای متون مقدس و مراسم عبادت خود استفاده می‌کند. عبادت آدای و ماری مقدس یکی از قدیمی‌ترین دعاهای عشای ربانی در مسیحیت است که در حدود سال ۲۰۰ میلادی سروده شده است. کلیسای شرق در سال ۴۱۰ میلادی در طی شورای سلوکیه-تیسفون که در پایتخت ساسانی، سلوکیه-تیسفون برگزار شد، تثبیت شد، و برای بیش از ۶۰۰ سال مقر پاتریارک‌نشین کلیسای شرق باقی ماند.

### آیین مندائی
مندائی‌ها که طبق روایت خود پیروان اصلی یحیی هستند، آخرین گنوسیست‌های بازمانده از دوران باستان هستند. به گفته بسیاری از محققان، آیین مندائی زمانی در سه قرن اول میلادی در جنوب غربی بین‌النهرین یا منطقه سوریه-فلسطین سرچشمه گرفت. با این حال، برخی از محققان عقیده دارند که آیین مندائی قدیمی‌تر است و قدمت آن به دوران پیش از مسیحیت می‌رسد. مندائی‌ها ادعا می‌کنند که دین آن‌ها به عنوان یک ایمان توحیدی پیش از یهودیت، مسیحیت و اسلام است. زبان و خط آن‌ها مندایی است که نوعی زبان آرامی است. دو مورد از متون مذهبی مهم آن‌ها که بین قرن‌های اول و سوم نوشته شده‌اند عبارتند از گنزا ربا و ادراشی اد یحیی. جمعیت مندائی‌ها امروزه بین ۶۰۰۰۰ تا ۱۰۰۰۰۰ نفر است. آیین ندائی در دوره اشکانی و اوایل ساسانی در این منطقه شکوفا شد.

### مانوی
آیین مانوی که توسط مانی (۲۱۶ تا ۲۷۶ میلادی) پایه‌گذاری شد، در قرن سوم از آسورستان سرچشمه گرفت و در گستره جغرافیایی وسیعی گسترش یافت. در برخی موارد، آیین مانوی حتی از کلیسای آشوری شرق پیشی گرفت، همان‌طور که برای مدتی در امپراتوری روم نیز رواج داشت. در حالی که هیچ‌یک از شش کتاب مقدس سریانی اصلی مانوی‌ها به‌طور کامل باقی نمانده است، بخش طولانی سریانی از یکی از آثار آن‌ها که عقاید کلیدی را شرح می‌دهد در کتاب تئودور برکونی (نویسنده کلیسای شرق از بت گرمای) آورده شده است. کتاب کتباً دسکولیون در حدود سال ۷۹۲ نوشته شده است. مانند کلیسای شرق، مرکز سنتی کلیسای مانوی در سلوکیه تیسفون بود. مانی تنها نوشته پارسی میانه خود، شاپورگان را به شاپور یکم تقدیم کرد.

### یهودیت
جامعه یهودی بابل در قرن سوم میلادی به دلیل کاهش جمعیت یهودیان در سرزمین اسرائیل به عنوان مرکز علمی یهودیان مطرح شد. جنگ‌های یهودیان و روم، بحران قرن سوم، و گرویدن روم به مسیحیت، همگی منجر به افزایش مهاجرت یهودیان به آسورستان شد و این منطقه به مرکز اصلی یهودیت در اواخر دوران باستان تبدیل شد. این امر زمینه را برای تألیف کتاب‌های اصلی یهودیت یعنی یهودیت خاخامی، تلمود بابلی، که به زبان آرامی بابلی یهودی در آسورستان بین قرن‌های سوم و پنجم میلادی نوشته شده را فراهم کرد. آکادمی‌های تلمودی بابلی همگی نسبتاً نزدیک به سلوکیه-تیسفون تأسیس شدند. اولین آکادمی تلمودی در صورا توسط ابا اریخا (۲۴۷ تا ۱۷۵ میلادی) در حدود سال ۲۲۰ میلادی تأسیس شد. یکی از تأثیرگذارترین معلمان تلمودی، راوا (۳۵۰ تا ۲۷۰ میلادی)، که هم تحت تأثیر مباحثات مانوی و هم الهیات زرتشتی بود، در آکادمی تلمودی دیگری در پومبدیتا تحصیل کرد.

### آیین زرتشتی
آیین زرتشتی که دین دولتی ساسانیان نیز بود، عمدتاً محدود به طبقه اداری ایرانی بود و در جمعیت آشوری-بابلی جایگاهی نداشت.

## استان‌ها و شهرستان‌ها
دل ایرانشهر در آن زمان به ۱۲ استان و دارای ۶۰ تسوگ (شهرستان) می‌شد. نام ۱۲ استان آن عبارت بود از:
- استان شادبهمن و آن خوره دجله (در منطقه بسراه (بصره) دارای ۴ تسوگ، شامل:
  - بهمن‌اردشیر تسوگ
  - میشان (ملوی) و دشت میشان تسوگ
  - ابلّه تسوگ
  - ابرقباد تسوگ
- استان به‌قباد بالا دارای ۶ تسوگ، شامل:
  - بابل تسوگ
  - خُطَرْنیه تسوگ
  - فلّوجه پائین تسوگ
  - فلّوجه بالا تسوگ
  - نهرین تسوگ
  - عین التمر تسوگ
- استان به‌قباد میانی دارای ۴ تسوگ، شامل:
  - الجبه والبداه تسوگ
  - سورا وبربیسما تسوگ
  - باروسما تسوگ
  - نهر الملک تسوگ
- استان به‌قباد پائین دارای ۵ تسوگ، شامل:
  - بادقلی تسوگ
  - السیلحین تسوگ
  - نستر تسوگ
  - رودمستان تسوگ
  - هرمزد گرد تسوگ
- استان شادشاپور یا کِشتگر (مرکز این استان شهر خسروشاپور بوده) دارای چهار تسوگ، شامل:
  - زَندوَرد تسوگ
  - بزیون تسوگ
  - استان تسوگ
  - جوازر تسوگ
- استان بازیگان‌خسرو یا ارندین کَرد (در منطقه بدره کنونی نزدیک مرز ایران امروزی) دارای ۵ تسوگ، شامل:
  - جوروان بالا تسوگ
  - جوروان میانه تسوگ
  - جوروان پائین تسوگ
  - بادرایا تسوگ
  - باکسایا تسوگ
- استان شادقباد (به مرکزیت تیسفون (جنوب بغداد کنونی) دارای هشت تسوگ، شامل:
  - بزرگ‌شاپور تسوگ
  - شهر بوق تسوگ
  - کلواذی تسوگ
  - گازُر تسوگ
  - شهر آبان تسوگ
  - کهن‌شهر تسوگ
  - راذان بالا تسوگ
  - راذان پائین تسوگ
- استان به‌دیوماسپان دارای ۳ تسوگ، شامل:
  - زاب بالا تسوگ
  - زاب میانی تسوگ
  - زاب پائین تسوگ
- استان شادهرمز دارای هشت تسوگ، شامل:
  - رستم‌گواذ تسوگ
  - مهرورد تسوگ
  - سِلْسِل تسوگ
  - جلولا و جللتا تسوگ
  - ذیبین تسوگ
  - بند نیکان تسوگ
  - برازرود تسوگ
  - دستگرد تسوگ
- اردشیر بابکان دارای ۵ تسوگ، شامل:
  - به‌اردشیر تسوگ
  - رومکان تسوگ
  - کوثا تسوگ
  - دَرقیت تسوگ
  - نهر گویر تسوگ
- استان شادپیروز یا خوره حُلوان در منطقه کردستان عراق امروزی، دارای پنج تسوگ، شامل:
  - فیروزقباد تسوگ
  - کوهستان تسوگ
  - اربل تسوگ
  - تامِرّا تسوگ
  - دوخانه (خانقین)
- استان بالا

### نام امروزی بعضی شهرهای دل ایرانشهر
- سلمان پاک: اَسپانَبر (در حومه کلانشهر تیسفون)
- حدیثه: نوگرد
- عمادیه: آشِب
- انبار: پیروز شاپور
- کوفه: شهر سورستان
- موصل: بوذاردشیر
- مقدادیه: شهربان
- بصره: بسراه، وهشیت آباذ اردشیر (بهشت آباد)
- اُبُلَّه: بهمن‌اردشیر (ابله در حومه بسراه (بصره) بوده است)

## بیشتر خواندن
- Rezakhani, Khodādād (2018). "Mesopotamia, Persian".  In Nicholson, Oliver (ed.). The Oxford Dictionary of Late Antiquity. Oxford: Oxford University Press. ISBN 978-0-19-866277-8.